# Вуд-Вілледж (Орегон)
Вуд-Вілледж (англ. Wood Village) — місто (англ. city) в США, в окрузі Мултнома штату Орегон. Населення — 4387 осіб (2020).

## Географія
Вуд-Вілледж розташований за координатами 45°32′9″ пн. ш. 122°25′14″ зх. д. / 45.53583° пн. ш. 122.42056° зх. д. (45.535789, -122.420493).  За даними Бюро перепису населення США в 2010 році місто мало площу 2,44 км², уся площа — суходіл.

## Демографія
Згідно з переписом 2010 року, у місті мешкало 3878 осіб у 1223 домогосподарствах у складі 880 родин. Густота населення становила 1589 осіб/км².  Було 1289 помешкань (528/км²).
Расовий склад населення:
| - 62,6 % — білих - 3,8 % — азіатів - 2,3 % — корінних американців - 2,0 % — чорних або афроамериканців - 0,2 % — вихідців з тихоокеанських островів - 25,0 % — осіб інших рас |

До двох чи більше рас належало 4,1 %. Частка іспаномовних становила 37,0 % від усіх жителів.
За віковим діапазоном населення розподілялося таким чином: 32,2 % — особи молодші 18 років, 60,3 % — особи у віці 18—64 років, 7,5 % — особи у віці 65 років та старші. Медіана віку мешканця становила 30,7 року. На 100 осіб жіночої статі у місті припадало 103,6 чоловіків;  на 100 жінок у віці від 18 років та старших — 98,2 чоловіків також старших 18 років.
Середній дохід на одне домашнє господарство  становив 55 894 долари США (медіана — 37 140), а середній дохід на одну сім'ю — 57 651 долар (медіана — 37 471). Медіана доходів становила 38 553 долари для чоловіків та 31 136 доларів для жінок. За межею бідності перебувало 33,2 % осіб, у тому числі 49,9 % дітей у віці до 18 років та 13,5 % осіб у віці 65 років та старших.
Цивільне працевлаштоване населення становило 1664 особи. Основні галузі зайнятості: освіта, охорона здоров'я та соціальна допомога — 24,0 %, роздрібна торгівля — 16,8 %, мистецтво, розваги та відпочинок — 14,1 %.